# Busicom
La Busicom (acronimo di Business Computer Corporation, in precedenza Nippon Calculating Machine Corporation) è stata una azienda giapponese produttrice di calcolatrici attiva tra il 1954 ed il 1974.
Divenne conosciuta per avere impiegato il primo microprocessore della storia, l'Intel 4004, grazie ad una collaborazione con Intel.

## Storia

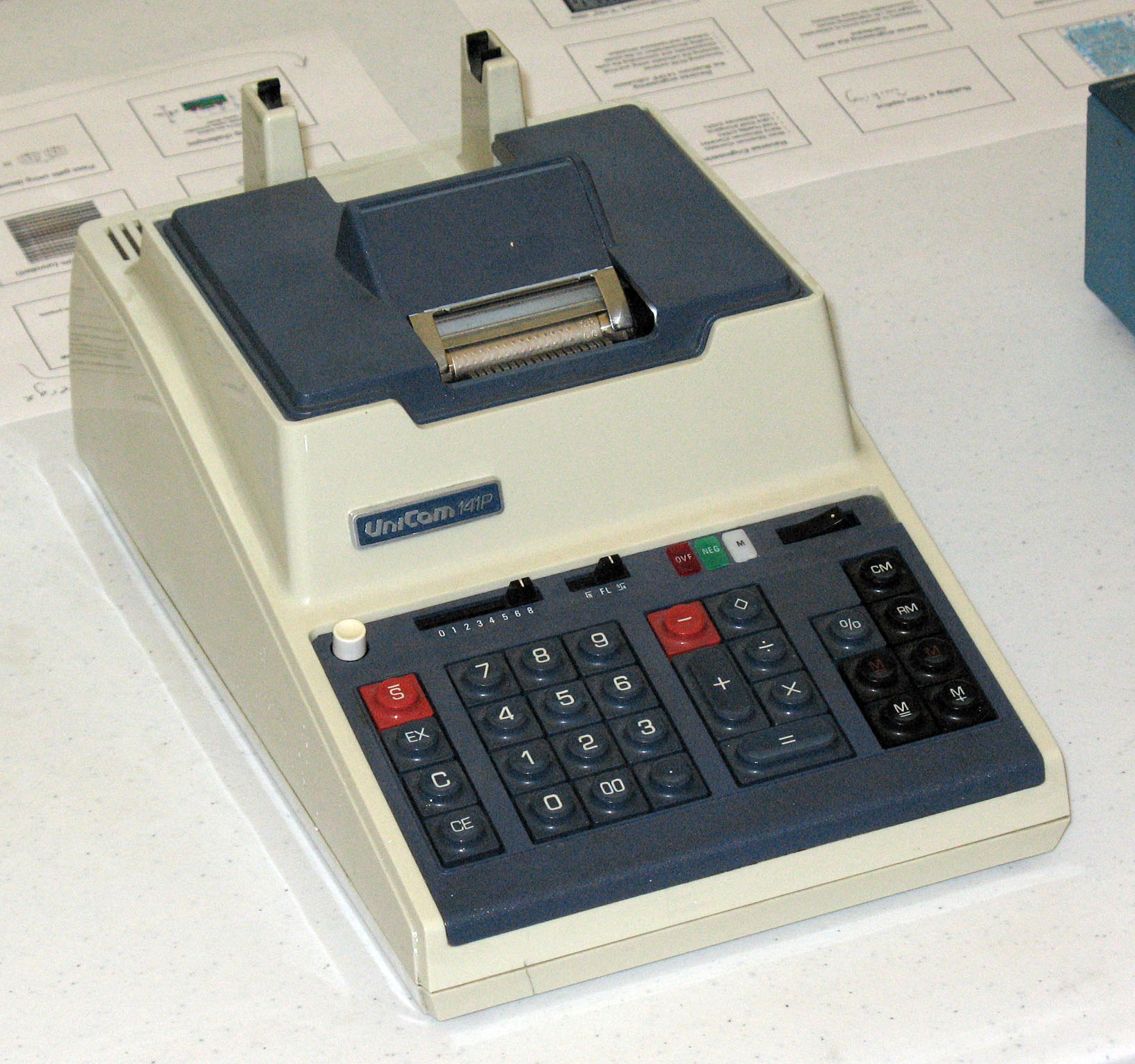
Lo Unicom 141P era un prodotto OEM del Busicom 141-PF

La Busicom nacque inizialmente come Nippon Calculating Machine Corporation nel 1945, e cambiò successivamente il suo nome in Business Computer Corporation (Busicom) nel 1967.
Agli albori l'azienda produceva calcolatrici di tipo meccanico, e solo in seguito cominciarono ad interessarsi di calcolatrici elettroniche. Il loro primo modello di calcolatrice elettronica fu la Busicom 141-PF, che impiegò (e di fatto portò alla realizzazione) il microprocessore Intel 4004, insieme agli altri componenti della famiglia MCS-4.
Quando nel 1974 arrivò la recessione in Giappone, Busicom fu tra le prime aziende del suo settore a dichiarare bancarotta.

## I prodotti

### Intel 4004
Busicom chiese ad Intel di realizzare un insieme di sette circuiti integrati (poi divenuti quattro) per una nuova linea di calcolatrici elettroniche programmabili. Inizialmente l'accordo consisteva in una fornitura esclusiva di Intel per conto di Busicom, ma in seguito le due parti si accordarono per una riduzione di prezzo in cambio della facoltà da parte di Intel di poter rivendere il microprocessore in altri sistemi che non fossero calcolatrici.